# Кананов, Георгий Ильич
Георгий Ильич Кананов (1834, Кизляр — 1897, Москва) — русский востоковед; тайный советник.

## Биография
Происходил из дворян; сын штабс-капитана. Родился в Кизляре 15 (27) марта 1834 года (на надгробии дата рождения 11 марта).
Окончил Ставропольскую губернскую гимназию (1852) и специальные классы при ней, получив направление для поступления на историко-филологический факультет Московского университета, который окончил в 1858 году. Был оставлен при университете на кафедре общей истории и начал преподавательскую деятельность в московских частных учебных заведениях Циммермана и Брока.
С 1861 года исполнял должность инспектора гимназических классов в Лазаревском институте восточных языков, затем был инспектором института, а с июля 1881 года до своей кончины — его директором. Вместе с В. И. Герье он читал в специальных классах курс истории Востока; с октября 1871 года исправлял должность экстраординарного профессора истории Востока.
Из его опубликованных работ примечательны: «Европа и Турция в армянском вопросе», «Очерк о зейтунских армянах во время восстания в шестидесятых годах», «О реформе гимназий и гимназический устав 1871 г.»; а также посмертная статья «Армяне в России».
Умер 4 (16) июня 1897 года в Москве. Похоронен на Ваганьковском армянском кладбище в часовне, сооружённой по проекту Вардкеса Суренянца.